# Контрада Ноче Баса (Салерно)
Контрада Ноче Баса је насеље у Италији у округу Салерно, региону Кампанија.
Према процени из 2011. у насељу је живело 69 становника. Насеље се налази на надморској висини од 126 м.